# Giovanni Conia
Giovanni Conia (Galatro, 1752 – Oppido Mamertina, 7 febbraio 1839) è stato un abate e poeta italiano.

## Biografia
L'abate Giovanni Conia nacque a Galatro nell'anno 1752, primogenito di una famiglia di agiati contadini. Avviatosi alla carriera ecclesiastica, a Roma fu nominato predicatore apostolico così da poter parlare nella Cappella Sistina in presenza del pontefice. Dal 1793 al 1799 fu nominato parroco di Caridà, poi parroco di Zungri, successivamente Arciprete della chiesa di Santa Maria degli Angeli e di San Giorgio Taumaturgo a Laureana di Borrello e Canonico Arciprete della cattedrale di Mileto. Nel maggio del 1824 il Conia fu incardinato nella diocesi di Oppido Mamertina dove fu Rettore e professore di teologia dommatica del seminario vescovile, nonché Canonico Protonotario, tesoriere e Cantore della cattedrale di Oppido Mamertina.
Grazie ai suoi meriti di teologo, di oratore, di umanista fu chiamato a far parte dell'Accademia Florimontana di Monteleone, ed il Principe Filangelo Vibonesi, al secolo Don Raffaele Potenza, che ne era il fondatore, lo accolse con il nome di Florisbo Elidonio.
La figura dell'Abate Conia nel panorama letterario è legata allo studio del dialetto calabrese che egli elevò a rango di lingua ponendosi il problema del suo rapporto con l'italiano. C'è chi ha sostenuto che quello che Dante Alighieri ha rappresentato per la lingua italiana, Giovanni Conia lo ha rappresentato per la lingua calabra.
Cesare Lombroso per mostrare l'eccellenza del dialetto calabrese e l'arte dei suoi poeti, trascrisse molti versi dell'Abate Conia e nei quali ha riconosciuto una stupenda e vera poesia, tanto più che riassume la storia ed i pregi del calabrese vernacolo.
Morì il 7 febbraio del 1839 nella città di Oppido Mamertina ove si conservano le sue spoglie.

## Opere
- La Canzone faceta;
- Saggio dell'energia semplicità ed espressione della lingua calabra.